# Wohnquartier Niederfeldplatz

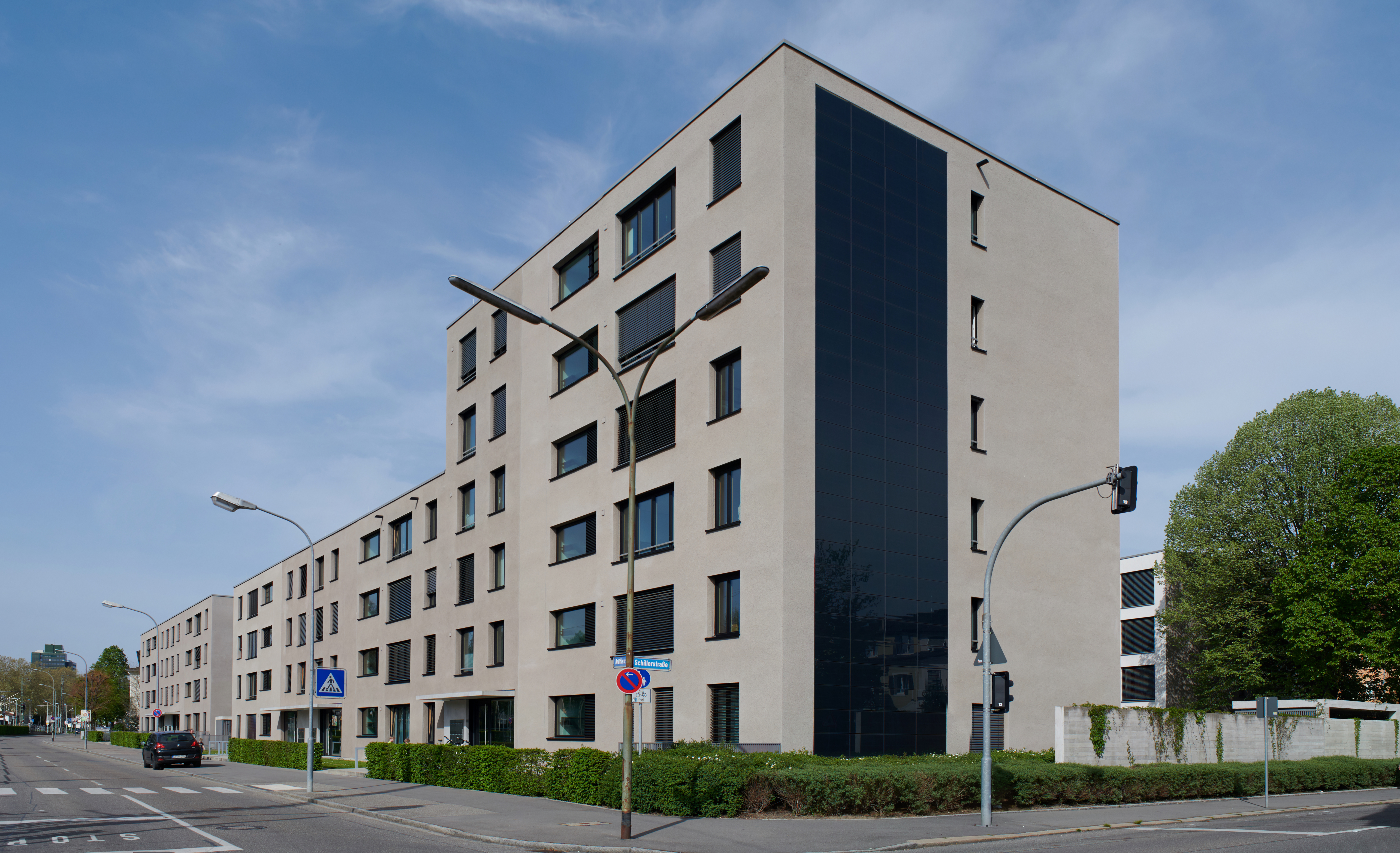
Blick auf das Wohnquartier Niederfeldplatz von der Ecke Brühlstraße, Schillerstraße

Das Wohnquartier Niederfeldplatz ist ein von 2010 bis 2013 fertig gestelltes Ensemble von Wohnungen in der baden-württembergischen Stadt Lörrach. Die in der Kernstadt gelegenen Wohnungen zeichnen sich durch ein besonders nachhaltiges Energiekonzept aus, das Wohnquartier ist damit die erste CO2-neutrale Wohnanlage Deutschlands. Aus diesem Grund wurde es 2016 unter anderem mit dem Deutschen Bauherrenpreis ausgezeichnet. Die Baukosten für das Wohnquartier betrugen 22,5 Mio. Euro; Bauträger war die kommunale Wohnungsgesellschaft der Stadt Wohnbau Lörrach.

## Geschichte
Nach der europaweiten Ausschreibung eines Architekturwettbewerbs wurde aus einem gesetzten Teilnehmerfeld von sechs Entwürfen im Oktober 2008 der Siegerentwurf des Architekturbüros Thoma. Lay. Buchler. Architekten aus Schönau im Schwarzwald sowie der Landschaftsarchitekten w+p Landschaften aus Offenburg gekürt. Das Preisgeld für den Siegerentwurf betrug 66.000 Euro.
Die bauliche Umsetzung erfolgte zwischen Juni 2010 und April 2013 auf dem Baugrundstück der alten Stadthalle nördlich der Schillerstraße.

## Beschreibung

### Lage und Umgebung
Die Wohnanlage Niederfeldplatz liegt zentrumsnah in der Kernstadt Lörrachs. Das viereckige rund 8'698 Quadratmeter große Grundstück der Wohnanlage wird an der Südseite von der Schillerstraße, an der Ostseite von der Kreuzstraße, an der Nordseite durch den Weg Lerchenhof und zur Westseite von der Brühlstraße begrenzt. Parallel zur Brühlstraße verläuft außerdem noch die Wiesentalbahn, an deren unmittelbarer Nachbarschaft zur Wohnanlage sich der Haltepunkt Lörrach Museum/Burghof befindet. Nur wenige Meter von der Wohnanlage entfernt liegt der Aichele Park mit der Aichele Villa jenseits der Bahnstrecke und das Hans-Thoma-Gymnasium sowie der Rosenfelscampus diesseits der Bahnstrecke.

### Architektur

Südostecke mit den beiden Baumdenkmälern

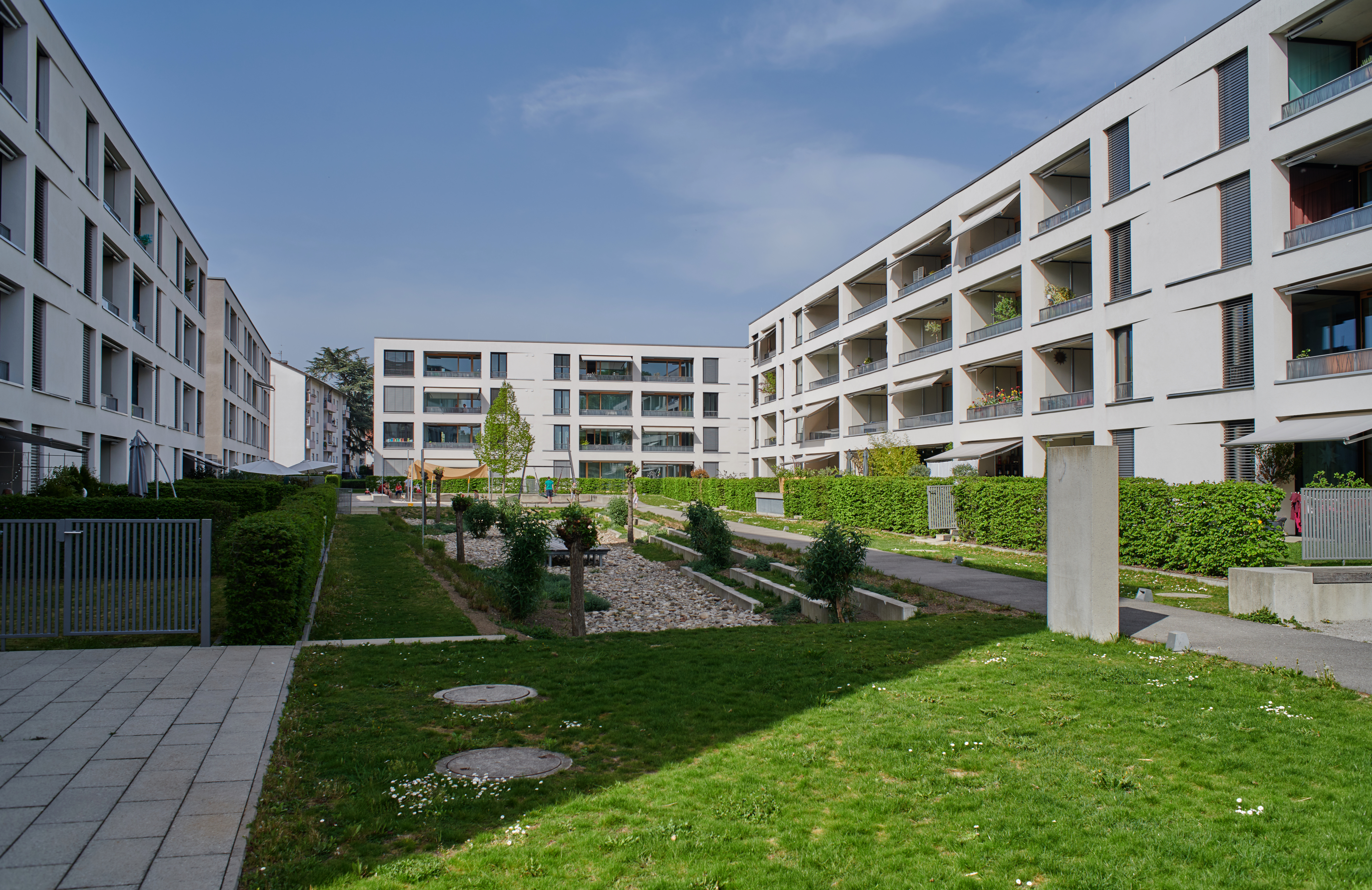
Innenhof

Die Wohnanlage gliedert sich in drei viergeschossigen Häusern und einem sechsgeschossigen Haus mit einer gesamten Wohnfläche von 8777 Quadratmetern und einem Brutto-Rauminhalt von 49.006 Kubikmetern. Die vier Gebäude weisen eine klar gegliederte, mineralische Fassade – also ohne Verwendung von Algen oder Pestiziden – mit innenliegenden Balkonen. Die Fassaden der Häuser sind zu den Straßenseiten in einem hellen, bräunlichen Erdton gehalten, während sie zur Innenhofseite weiß verputzt sind.
Die 88 Wohnungen gibt es als barrierefreie Ein-, Zwei-, Drei-, Vier- und Fünfzimmerwohnungen mit Wohnflächen zwischen 56 und 135 Quadratmetern zur Verfügung. Die Erdgeschosswohnungen haben eine Terrasse mit Gartenanteil. Für die Wohnanlage gibt es außerdem 86 Tiefgaragenplätze. Daneben gibt es als Besonderheit ein Gästeappartement und ein Gemeinschaftszentrum, welches bis zu 40 Personen Platz bietet. Das Gemeinschaftszentrum mit einem Saal von 93 Quadratmetern, einer Terrasse, Teeküche und einem Tresen befindet sich im sechsgeschossigen Gebäude.
Die am Rand des Baugrundstücks angeordneten Häuser lassen in der Mitte des Quartiers einen landschaftlich aufgewerteten Innenhof entstehen, der neben den Gartenparzellen der Erdgeschossbewohner und einem Spielplatz auch Verweilmöglichkeiten anbietet und einen parkähnlichen Charakter aufweist. Die Häuser wurden so angeordnet, dass auf der Südseite des Grundstückes zwei Baumdenkmale erhalten wurden, die in das Konzept des Innenhofs eingebunden wurden. Die Südseite des Grundstücks wird durch eine Mauer zur Schillerstraße abgeschirmt. Dort befinden sich auch überdachte Fahrradabstellräumlichkeiten.

### Energiemanagement
Die Wohnanlage Niederfeldplatz ist die erste CO2-neutrale Wohnanlage Deutschlands. Diese Tatsache verdankt die Wohnanlage einer Reihe von Maßnahmen im Energiemanagement. Zu diesen Maßnahmen zählt beispielsweise die konsequente Verwendung von Photovoltaikanlagen, die sich auf jedem Flachdach der vier Häuser befinden. Zusätzlich beherbergt die Südfassade des Hauses an der Ecke Brühlstraße zur Schillerstraße eine über alle Stockwerke durchgängig angebrachte Solaranlage entlang der Hausfassade. Zur aktiven Energieerzeugung kommt neben der Solarthermie auch eine Holzpelletheizung zum Einsatz. Die eigenständige Erzeugung von Energie trägt dabei zu einem wesentlichen Teil zur Energieeffizienz der Wohnanlage bei. Zusätzlich wurden aber auch passive Elemente zur Reduktion des Stromverbrauchs berücksichtigt. Die Aufzüge sind mit einer Energierückspeisung ausgestattet. Dazu kommt, dass die LED-Leuchtmittel bei Nichtbenutzung in einen energiesparenden Standby-Modus schalten.
Die Häuser erfüllen damit den Energiestandard KfW-55. Die Wohnanlage weist folgende Energiewerte auf:
- Primärenergiebedarf: 29,59 kWh/(m²a)
- Spezifischen Transmissionswärmeverlust: 0,36 W/(m²K)
- Endenergiebedarf: 70,4 kWh/(m²a)

## Preise
Die Preise, welche die Wohnanlage erhielt, wurden zum einen durch die zum Einsatz kommende herausragende Rolle des Energiemanagements begründet, zum anderen würden die Preise auch die hohe Gestaltungsqualität und den sozialen Anspruch, den das Konzept verfolgt.
Die Wohnanlage Niederfeldplatz erhielt folgende Auszeichnungen:
- 2011: Jurypreis „Sun21“ des Faktor-5 Festival 2011 in Basel[8]
- 2014: Preis der Initiative 2013/2014 Sonderpreis des Ministeriums für Verkehr und Infrastruktur Baden-Württemberg
- 2014: Hugo-Häring-Auszeichnung, BDA Kreisgruppe Hochrhein
- 2016: Deutscher Bauherrenpreis, Neubau „Hohe Qualität – Tragbare Kosten“ im Wohnungsbau[9]